# Nerf grand auriculaire
Le nerf grand auriculaire est un nerf sensitif issu du plexus cervical superficiel. C'est la plus grosse des branches ascendantes du plexus cervical.

## Origine
Le nerf grand auriculaire nait des branches antérieures des deuxième et troisième nerfs cervicaux.

## Trajet

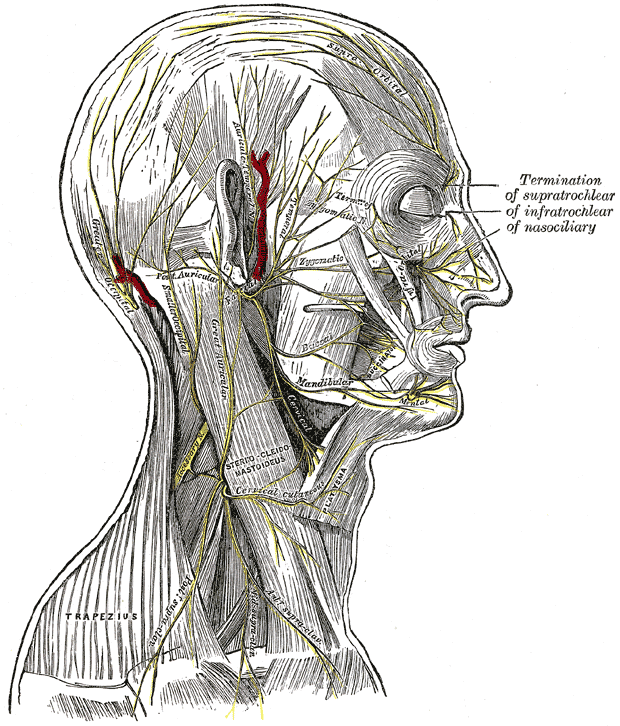
Les nerfs présents dans la tête.

Le grand nerf auriculaire s'enroule autour du bord postérieur du muscle sternocléidomastoïdien et, après avoir perforé son fascia, monte sur ce muscle sous le muscle platysma jusqu'à la glande parotide. Il se divise en une branche terminale antérieure et une branche terminale postérieure.
La branche antérieure innerve la peau recouvrant la glande parotide. Elle communique avec le nerf facial à l'intérieur de la glande parotide.
La branche postérieure innerve la peau recouvrant la portion mastoïdienne de l'os temporal et l'arrière du pavillon de l'oreille, sauf à sa partie supérieure. Un faisceau traverse le pavillon pour atteindre sa surface latérale, où il se distribue au lobe et à la partie inférieure de la conque. La branche postérieure communique avec le nerf petit occipital, la branche auriculaire du nerf vague et le nerf auriculaire postérieur.

## Aspect clinique
La douleur résultant d'une parotidite est transmise par le nerf grand auriculaire.
Le nerf grand auriculaire peut être endommagé lors d'une intervention chirurgicale sur la glande parotide, ce qui réduit la sensibilité du visage.